# 3880 Kaiserman
3880 Kaiserman eller 1984 WK är en asteroid i huvudbältet som upptäcktes den 21 november 1984 av det amerikanska astronom paret Eugene M. och Carolyn S. Shoemaker vid Palomar-observatoriet. Den är uppkallad efter amerikanen Michael Kaiserman.
Asteroiden har en diameter på ungefär 3 kilometer och den tillhör asteroidgruppen Hungaria.